# 林俞汝
林俞汝（1987年2月14日—），是臺灣女演員、模特兒，學生時期是北一女儀隊隊長，就讀國立臺灣大學，以臺大十三妹－「工管汝」走紅而進入演藝圈，除了演藝事業外，亦兼任保險業務員及直播平台直播主。

## 演出作品

### 電視劇
| 年 份  | 頻 道 | 劇 名              | 角 色    |
| 2009年 | 中視  | 閃亮的日子         | 紅紅     |
| 2011年 | 民視  | 新兵日記之特戰英雄 | 張家莉   |
| 2012年 | 民視  | 廉政英雄           | 林瑄     |
| 2012年 | 台視  | 螺絲小姐要出嫁     | 重機妹   |
| 2013年 | 台視  | 愛的生存之道       | 女主持人 |

### 微電影
- 2013年GYLA十周年紀念電影短片  飾  林俞萱（Linda）
- 2015年帝一鐤 微電影 你知道嗎

## 代言
- 2009 Elite Model Look 最上鏡頭獎
- Yes123求職網
- 臺灣大學 畢業典禮 代言人
- 黃金城美女麻將
- 熱力排球代言人
- 潘婷洗髮精

## 節目通告
- 我猜我猜我猜猜猜
- 國光幫幫忙
- 康熙來了
- 麻辣天后宮
- 冠軍任務
- 豬哥會社
- 大學生了沒
- 娛樂百分百
- 綜藝大集合
- 天才衝衝衝
- 至尊百家樂
- 天天樂財神
- 飢餓遊戲
- 歡樂智多星
- 金頭腦
- 綜藝大熱門
- 小明星大跟班
- 全民星攻略
- 挑戰吧！大神
- 星光歡樂城
- Game什麼東西

## 外部連結
- 林俞汝Facebook粉絲專頁 （页面存档备份，存于）
- 林俞汝Instagram
- 林俞汝新浪微博 （页面存档备份，存于）